# Арвид Ноэ
Арвид Дарре Ноэ (норв. Arvid Darre Noe; 23 июля 1946 — 24 апреля 1976) — норвежский матрос и водитель-дальнобойщик, известный как первая в Европе и одна из первых в мире жертв ВИЧ/СПИДа.

## Биография
Настоящее имя Арвида Ноэ — Арне Видар Рёэд (норв. Arne Vidar Røed), в медицинской литературе в целях анонимизации пациента он фигурировал под анаграммой своего настоящего имени. С 1961 по 1965 год Рё был матросом. Во время своего первого морского путешествия, начавшегося в августе 1961 года, работал на камбузе норвежского торгового судна «Hoegh Aronde», которое следовало на западное побережье Африки в Дуала, Камерун. Во время пребывания в этом регионе заболел гонореей. Второй раз побывал в Африке в 1964 году во время плавания в Момбасу, Кения, после чего никогда больше на африканский континент не возвращался.
С 1968 по 1973 год работал водителем-дальнобойщиком, перевозя товары на грузовике во многие страны Европы, но преимущественно в Германию. В 1968 году у него начались проблемы со здоровьем: боли в суставах, лимфедема и проблемы с лёгкими. В том же году в США с подобными симптомами в больницу обратился 15-летний подросток Роберт Рейфорд, который в дальнейшем стал считаться первым случаем СПИДа в Северной Америке. Вскоре состояние Ноэ стабилизировалось, но в 1974 году вновь стало ухудшаться — у него развилось слабоумие и проблемы с опорно-двигательной системой. 24 апреля 1976 года в возрасте 29 лет он скончался. В декабре 1976 года от аналогичного заболевания умерла его супруга, а 4 января того же года, за 4 месяца до его собственной смерти, скончалась его младшая 8-летняя дочь. Все трое похоронены в деревне Борре в коммуне Хортен в Норвегии. Между тем, двое их старших детей не заболели ВИЧ.
Примерно через десять лет после его смерти доктор Стиг Софус Фрёланн из Национальной больницы Осло провёл анализ крови Ноя, его жены и дочери, которые показали положительный результат на ВИЧ. На основании исследований, проведённых после смерти Ноэ, считается, что он заразился ВИЧ в Камеруне в 1961 или 1962 году, занимаясь сексом со многими африканскими женщинами, включая проституток. В то время как Ноэ был водителем грузовика с 1968 по 1972 год, он также вёл активную сексуальную жизнь, вступая в связь со многими проститутками, и почти наверняка многих из них заразил.